# سيلفي وبرونو
سيلفي وبرونو، (بالإنجليزية: Sylvie and Bruno)‏ نشرت لأول مرة في عام 1889، ونشر المجلد الثاني منها بعنوان سيلفي وبرونو: الختام في عام 1893، هي آخر رواية بقلم لويس كارول نشرت خلال حياته. وتم وضع الرسوم التوضيحية في المجلدين بريشة هاري فورنيس.
تعتمد الرواية على قصتين رئيسيتين: أحدها تقع في العالم الحقيقي في زمن نشر الكتاب (العصر الفيكتوري)، والآخر في عالم الخيال من دنيا الجنيات. في حين أن القصة الأخيرة هي خرافة بها العديد من العناصر العبثية والقصائد، كذلك فإن القصة هي رواية اجتماعية، وتناقش شخصياتها مختلف المفاهيم وجوانب الدين والمجتمع والفلسفة والأخلاق.

## روابط خارجية
- سيلفي وبرونو على موقع الموسوعة البريطانية (الإنجليزية)
- سيلفي وبرونو على موقع الموسوعة البريطانية (الإنجليزية)